# Dragon Ball Xenoverse
Dragon Ball Xenoverse (ドラゴンボール ゼノバース, Doragon bōru zenobāsu, littéralement « Dragon Ball Xenoverse ») est un jeu vidéo de combat basé sur l’univers de Dragon Ball développé par Dimps et édité par Bandai Namco Games sur PlayStation 3, PlayStation 4, Xbox 360, Xbox One et PC (sur steam), sorti en février 2015.

## Trame
Dans le futur, Trunks est à Toki-Toki City. Ce dernier perçoit avec le Kaioshin du temps des perturbations dans le temps. Ils constatent tous les deux alors que trois nouveaux ennemis font leur apparition et tentent de modifier l'histoire de Dragon Ball Z. Réunissant les sept Dragon Balls, Trunks demande à Shenron de lui créer un guerrier capable de voyager dans le temps et qui peut rétablir le continuum espace-temps.

## Système de jeu
Au début du jeu, le joueur crée un personnage et a le choix entre cinq races : celle des Nameks, les Majins, les Saiyans, les Humains et la race de Freezer. Une fois le personnage créé, le jeu commence.
Le joueur combat avec le personnage choisi, il peut combattre en équipe ou seul. Le joueur peut jouer à trois contre trois, deux contre deux ou un contre un.
La campagne suit les aventures de Son Goku du début de Dragon Ball Z, de l'arrivée de Raditz sur Terre jusqu'au combat contre Beerus, le dieu de la destruction.
Les aventures de Dragon Ball GT seront présentes sous forme de DLC.

## Développement
Le jeu est officialisé lors de la 20e cérémonie de l’E3. Il est commercialisé le 5 février 2015 au Japon, le 24 février en Amérique du Nord et le 27 février en Europe.

## Accueil
Dragon Ball Xenoverse est perçu comme une bonne surprise par Jeuxvideo.com.
Le 1er novembre 2017, Bandai Namco annonce que le jeu a été distribué à 5 millions d'exemplaires à travers le monde.
Une suite est sortie sous le nom de Dragon Ball Xenoverse 2 le 28 octobre 2016 sur PlayStation 4, Xbox One et PC, puis sur Nintendo Switch en septembre 2017, se vendant à 3,3 millions d'exemplaires en l'espace d'un an.